# 格伊尼克

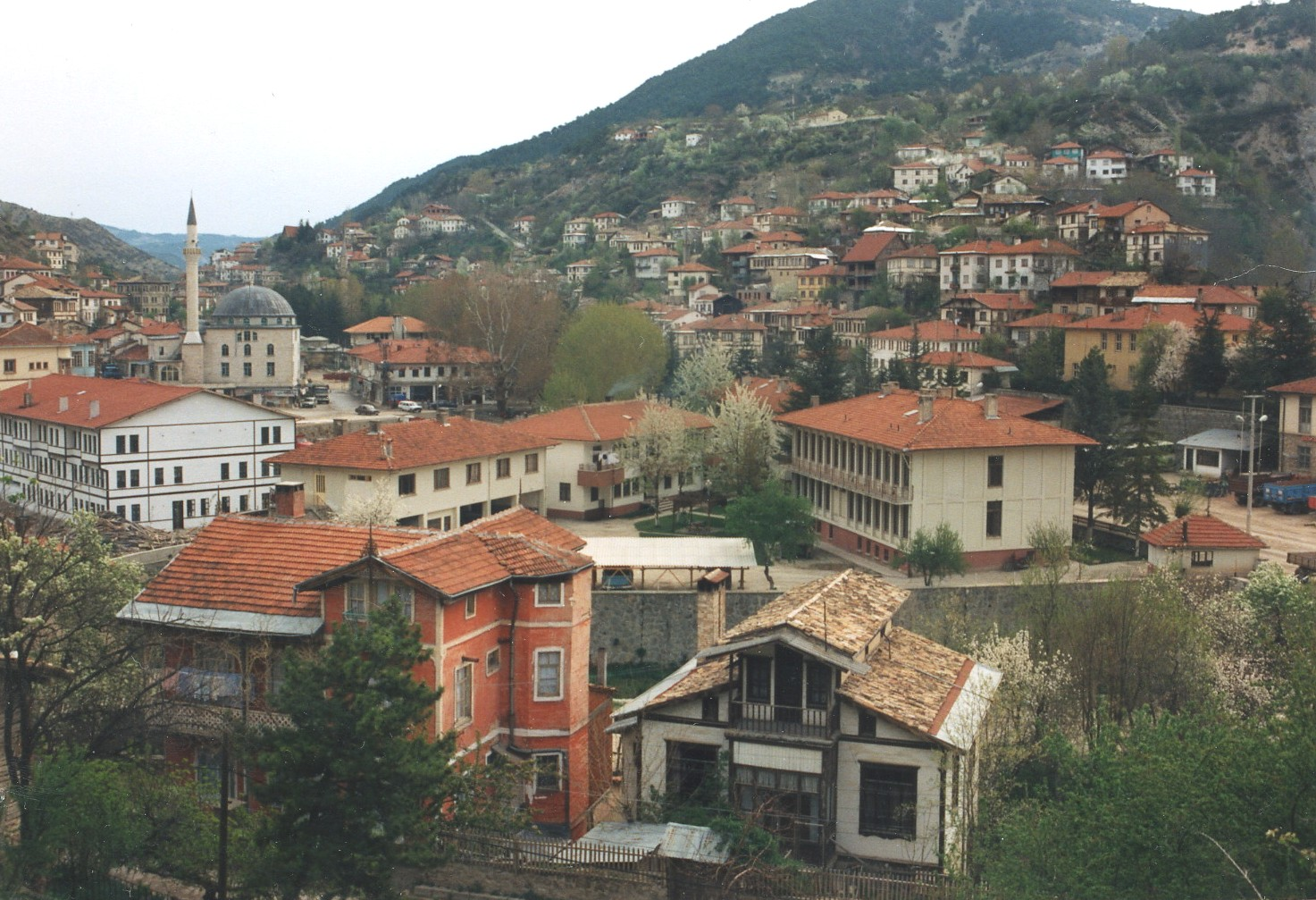
Göynük

格伊尼克是土耳其的城鎮，由博盧省負責管轄，位於該國西北部，距離首府博盧98公里，面積1,436平方公里，主要經濟活動有農業和畜牧業，2011年人口3,901。
36°33′N 32°00′E / 36.55°N 32°E